# Ketapang Barat
Ketapang Barat is een bestuurslaag in het regentschap Sampang van de provincie Oost-Java, Indonesië. Ketapang Barat telt 8966 inwoners (volkstelling 2010).